# Sphecosoma
Sphecosoma is een geslacht van vlinders van de familie spinneruilen (Erebidae).

## Soorten
- S. abdominalis Schaus, 1905
- S. albipalpe Draudt, 1915
- S. alica D.Jones, 1914
- S. aurantiipes Rothschild, 1911
- S. besasa Schaus, 1924
- S. cognata Walker, 1856
- S. curta Rothschild, 1931
- S. deceptrix Hampson, 1898
- S. ecuadora Druce, 1883
- S. flaveolum Rothschild, 1931
- S. gracilis Jörgensen, 1932
- S. linda D.Jones, 1914
- S. mathani Rothschild, 1911
- S. matta D.Jones, 1914
- S. meerkatzi Strand, 1915
- S. melanota Hampson, 1898
- S. melapera Dognin, 1909
- S. melissa Schaus, 1896
- S. melissina Kaye
- S. meridionale Schrottky, 1910

- S. metamela Hampson, 1905
- S. nigriceps Hampson, 1903
- S. perconstrictum Zerny, 1912
- S. plumbicincta Draudt, 1915
- S. roseipuncta Schaus, 1920
- S. rufipes Rothschild, 1911
- S. semelina D.Jones, 1914
- S. simile Schaus, 1894
- S. sparta Druce, 1900
- S. surrenta Druce, 1883
- S. testacea Walker, 1854
- S. trinitatis Rothschild, 1911
- S. vicinum Schrottky, 1910